# Drenaggio chirurgico
Per drenaggio in chirurgia si intende un apparecchio o un sistema che consente la fuoruscita di fluidi contenuti all'interno dei tessuti, delle strutture e delle cavità naturali o neoformate dell'organismo.

## Generalità
Il termine drenaggio può essere utilizzato anche per indicare la procedura chirurgica mediante la quale si ottiene l'effetto drenante: drenaggio di un versamento pleurico, drenaggio di una raccolta ascitica.

Il drenaggio può essere impiegato anche per introdurre liquidi all'interno dell'organismo a scopo terapeutico o detergente; in quest'ultimo caso si possono impiegare più drenaggi in entrata e in uscita opportunamente collocati.

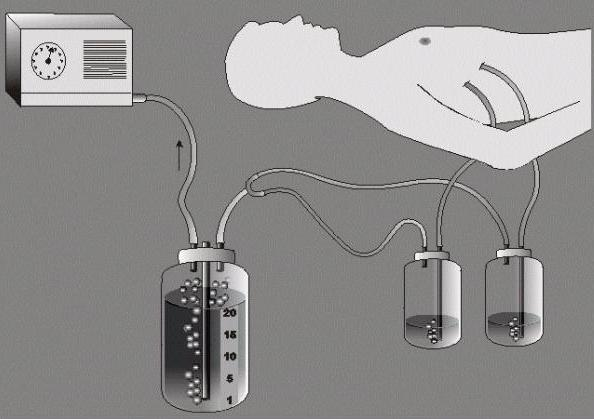
Drenaggio in aspirazione continua

## Utilizzi
Il drenaggio, in genere unico, risulta particolarmente utile in situazioni diverse. Usato di norma in chirurgia nel decorso post-operatorio degli interventi maggiori, o di quelli effettuati per determinate patologie, viene impiegato abitualmente anche nel corso di determinati stati patologici con lo scopo di ottenere:
- un'azione decompressiva: quando si vuole evitare che l'accumulo di liquidi, o altre sostanze,  e il loro ristagno comporti distensione dell'organo. In questo senso sono molto impiegati i drenaggi gastrici o rettali dopo gli interventi sull'esofago, sullo stomaco e duodeno, sul colon in quanto proteggono la tenuta dei punti di sutura dalle sollecitazioni dovute alla dilatazione del viscere.
- un'azione fognante: quando si desidera veicolare all'esterno sostanze fisiologiche o patologiche:
  - drenaggio gastrico: si ottiene con il posizionamento di un piccolo tubo che, passando attraverso il naso, la faringe e l'esofago raggiunge lo stomaco. Questo sondino nasogastrico rappresenta uno dei drenaggi più utilizzati e ottiene l'effetto di svuotare lo stomaco dai succhi gastrici. Ciò risulta particolarmente utile nel corso di determinate patologie quale l'ulcera peptica emorragica perché limitando l'azione irritante dell'acido cloridrico sulla lesione ulcerosa ne permette una più rapida cicatrizzazione.  Viene abitualmente impiegato anche in tutte le situazioni post-operatorie per le quali si preveda una lunga fase di ileo paralitico.
  - drenaggio toracico: molto adoperato in traumatologia e in chirurgia specialistica serve per svuotare la cavità toracica dai versamenti liquidi o dall'aria presente al suo interno e che con la loro pressione hanno determinato il collasso del polmone.
  - drenaggio endo addominale: serve allo svuotamento della cavità peritoneale da raccolte di:
    - sostanze previste nel decorso post-operatorio come conseguenza normale dell'intervento: sierosità, modesti sanguinamenti
    - sostanze residue non asportate completamente durante l'intervento: sangue, bile, pus, frustoli necrotici
    - sostanze secondarie a complicazioni infettive o emorragiche intervenute nel post-operatorio,

  - drenaggio di siti infetti: come nel caso delle ferite purulente, o degli ascessi.
  - drenaggio rettale: per favorire lo svuotamento del retto.
- un'azione spia:  quando è necessario monitorare i liquidi che normalmente vengono prodotti dopo un'operazione chirurgica per notare eventuali variazioni della loro natura e quantità, segno precoce di complicazioni spesso gravi. L'azione spia è particolarmente utile per cogliere tempestivamente la comparsa di sostanze incongruenti con l'intervento subito dal paziente. A seconda del tipo di sostanza riscontrata sarà possibile formulare varie ipotesi:
  - sangue: la presenza di una modesta quantità di sangue è da considerare normale nell'immediato decorso post-operatorio. Diverso il caso se la comparsa è tardiva o se la quantità è eccessiva perché segno di un'emorragia interna.
  - pus: una quantità modesta di pus può rappresentare il residuo di quello non completamente asportato dopo interventi particolarmente indaginosi (appendicite acuta purulenta, colecistite acuta purulenta) e tende a ridursi spontaneamente e a scomparire in breve tempo. Altro caso invece è quello in cui il pus compare tardivamente a testimonianza di un'infezione non domata o insorta successivamente all'intervento.
  - bile, urine, materiale fecale, la presenza di queste sostanze ha un grave significato perché secondaria alla perforazione di organi delle vie biliari, urinarie, digestive.

## Apparecchi
I drenaggi sono costituiti in genere da tubi di polietilene di varia grandezza e lunghezza, siliconati, trasparenti. Frequente l'utilizzo anche di drenaggi laminari.

Nel caso di un drenaggio tubulare il capo distale può essere:
- 'a caduta libera' e quindi collegato ad una sacca o a una bottiglia di raccolta sterile
- 'a sistema chiuso' se raccordato ad un apparecchio aspirante (secondo Redon). In quest'ultimo caso il drenaggio offre minori rischi di infezione.

Ricordiamo alcuni drenaggi particolari:
- Sondino naso-gastrico di Levine
- Tubo di Kehr: tubo a forma di T impiegato nella chirurgia delle vie biliari per drenare la bile
- Drenaggio di Penrose
- Drenaggio sec Mikulicz
- Catetere vescicale.

I drenaggi vanno rimossi allorché cessa il loro scopo e prima che la loro stessa presenza determini una reazione infiammatoria da  corpo estraneo per cui, come si dice,  il drenaggio finirebbe col drenare sé stesso.
Un drenaggio particolare è lo zaffo, costituito da una garza lunga che viene stipata in un'ampia ferita infetta (dopo toilette chirurgica) o in una cavità ascessuale (dopo l'incisione e lo svuotamento dell'ascesso)  e che consente al sito infetto di continuare a liberarsi del contenuto patologico (pus, detriti cellulari, sangue) e contemporaneamente, nel caso dell'ascesso,  impedisce ai lembi cutanei di cicatrizzare prima che tutta la cavità sia stata chiusa dal tessuto di granulazione (guarigione per seconda intenzione).